# Torneo Invierno 1999 Primera División 'A'
El Torneo de Invierno 1999 representó la primera vuelta del ciclo futbolístico 1999-2000 de la  Primera División A fue el séptimo torneo corto y novena temporada del circuito de plata de fútbol en México. 
El torneo fue dominado por los freseros de Irapuato que lograron levantar su primer título de liga de la nueva subdivisión y acabaron una racha de 15 años sin ganar nada; su rival fue Zacatepec que inicio perfecto pero tuvo un declive al finalizar el torneo regular, aunque en Liguilla fue avanzando en la final perdió el juego clave en casa.

## Sistema de competición
Los 20 equipos participantes se dividieron en 4 grupos de 5 equipos, juegan todos contra todos a una sola ronda intercambiándose al contrario del torneo de invierno, por lo que cada equipo jugó 19 partidos; al finalizar la temporada regular de 20 jornadas califican a la liguilla los 2 primeros lugares de cada grupo y los 4 mejores ubicados en la tabla general califican al repechaje de donde salen los últimos 2 equipos para la Eliminación directa.
- Fase de calificación: es la fase regular de clasificación que se integra por las 20 jornadas del torneo de aquí salen los mejores 8 equipos para la siguiente fase.
- Fase final: se sacarán o calificarán los mejores 8 de la tabla general y se organizarán los cuartos de final con el siguiente orden: 1º vs 8º, 2º vs 7º, 3º vs 6º y 4º vs 5º, siguiendo así con semifinales, y por último la final, todos los partidos de la fase final serán de ida y vuelta.

### Fase de calificación
En la fase de calificación participaron 20 clubes de la Primera División A profesional jugando todos contra todos durante las 20 jornadas respectivas, a un solo partido. Se observará el sistema de puntos. La ubicación en la tabla general está sujeta a lo siguiente:
- Por juego ganado se obtendrán tres puntos.
- Por juego empatado se obtendrá un punto.
- Por juego perdido no se otorgan puntos.

El orden de los clubes al final de la Fase de Calificación del torneo corresponderá a la suma de los puntos obtenidos por cada uno de ellos y se presentará en forma descendente. Si al finalizar las 20 jornadas del torneo, dos o más clubes estuviesen empatados en puntos, su posición en la Tabla General será determinada atendiendo a los siguientes criterios de desempate:
1. Mejor diferencia entre los goles anotados y recibidos.
2. Mayor número de goles anotados.
3. Marcadores particulares entre los clubes empatados.
4. Mayor número de goles anotados como visitante.
5. Mejor ubicación en la Tabla General de Cocientes.
6. Tabla Fair Play.
7. Sorteo.

Participan por el título de Campeón de la Primera División 'A' en el Torneo Invierno 1999, automáticamente los primeros 4 lugares de cada grupo sin importar su ubicación en la tabla general calificaran, más los segundos mejores 4 lugares de cada grupo, si algún segundo lugar se ubicara bajo los primeros 8 lugares de la tabla general accederá a una fase de reclasificación contra un tercer o cuarto lugar ubicado entre los primeros ocho lugares de la tabla general. Tras la fase de reclasificación los equipos clasificados a cuartos de final por el título serán 8; estos se ordenarán según su posición general en la tabla, si alguno más bajo eliminara a uno más alto, los equipos se recorrerán según su lugar obtenido.

### Fase final
- Calificarán los mejores ocho equipos de la tabla general jugando cuartos de final en el siguiente orden de enfrentamiento, que será el mejor contra el peor equipo clasificado:
- 1.º vs 8.º
- 2.° vs 7.º
- 3.° vs 6.º
- 4.° vs 5.º

- En semifinales participarán los cuatro clubes vencedores de cuartos de final, reubicándolos del uno al cuatro, de acuerdo a su mejor posición en la Tabla General de Clasificación al término de la jornada 21, enfrentándose 1° vs 4° y 2° vs 3°.

- Disputarán el título de Campeón del Torneo Invierno 1999 los dos clubes vencedores de la fase semifinal.

Todos los partidos de esta fase serán en formato de ida y vuelta, eligiendo siempre el club que haya quedado mejor ubicado en la Tabla General de Clasificación el horario de su partido como local.
En este torneo, el club que lo gane, disputará de ser necesario el juego de ascenso a Primera División Profesional, para que tal juego se pueda efectuar deberá haber un ganador distinto al del Torneo de Invierno 1999, en caso de que el campeón vigente lograra ganar el presente torneo este ascenderá automáticamente sin necesidad de jugar esta serie.

## Equipos participantes
En el Draft de la Primera A de 1999; se continua el proyecto de filiales con equipos de Primera División, ocurrieron 3 cambios de nombre y sede con respecto al anterior ciclo; Cuautitlán se traspasó a Puebla para convertirse en Lobos UAP; Tigrillos se traspasó a Ciudad Juárez para convertirse en Tigres de Ciudad Juárez aunque continuo siendo administrado por la UANL; Puebla de la franja que descendió pero como siguió compitiendo en Primera División por la compra de Unión de Curtidores; el equipo que descendió se convirtió en Ángeles de Puebla jugando en la ciudad de Puebla.
El club que descendió a Segunda División fue San Francisco, el club que ascendió de Segunda División fue Alacranes de Durango; el equipo que descendió de Primera División fue Puebla. El sistema de juegos se normalizo a 19 jornadas con 10 partidos cada una.
| Tijuana Zacatecas Correcaminos Tigres de Ciudad Juárez Saltillo La Piedad Bachilleres Colima Irapuato Durango Aguascalientes Querétaro Real San Luis Mexiquense Cruz Azul Zacatepec Veracruz Yucatán Lobos Ángeles | \| Entidad Federativa \| N.º \| Equipos \| \| ------------------ \| --- \| ----------------------------- \| \| Puebla \| 2 \| Ángeles de Puebla y Lobos UAP \| \| Estado de México \| 1 \| Atlético Mexiquense \| \| Guanajuato \| 1 \| Irapuato \| \| Jalisco \| 1 \| Atlético Bachilleres \| \| Chihuahua \| 1 \| Tigres Juárez \| \| Tamaulipas \| 1 \| Correcaminos \| \| Michoacán \| 1 \| La Piedad \| \| Colima \| 1 \| Jaguares de Colima \| \| Hidalgo \| 1 \| Cruz Azul Hidalgo \| \| Querétaro \| 1 \| Halcones de Querétaro \| \| Aguascalientes \| 1 \| Gallos de Aguascalientes \| \| Tijuana \| 1 \| Nacional Tijuana \| \| Zacatecas \| 1 \| Zacatecas \| \| San Luis Potosí \| 1 \| Real San Luis \| \| Saltillo \| 1 \| Saltillo \| \| Yucatán \| 1 \| Yucatán \| \| Morelos \| 1 \| Zacatepec \| \| Veracruz \| 1 \| Veracruz \| |                               |
| Entidad Federativa | N.º | Equipos                       |
| Puebla | 2 | Ángeles de Puebla y Lobos UAP |
| Estado de México | 1 | Atlético Mexiquense           |
| Guanajuato | 1 | Irapuato                      |
| Jalisco | 1 | Atlético Bachilleres          |
| Chihuahua | 1 | Tigres Juárez                 |
| Tamaulipas | 1 | Correcaminos                  |
| Michoacán | 1 | La Piedad                     |
| Colima | 1 | Jaguares de Colima            |
| Hidalgo | 1 | Cruz Azul Hidalgo             |
| Querétaro | 1 | Halcones de Querétaro         |
| Aguascalientes | 1 | Gallos de Aguascalientes      |
| Tijuana | 1 | Nacional Tijuana              |
| Zacatecas | 1 | Zacatecas                     |
| San Luis Potosí | 1 | Real San Luis                 |
| Saltillo | 1 | Saltillo                      |
| Yucatán | 1 | Yucatán                       |
| Morelos | 1 | Zacatepec                     |
| Veracruz | 1 | Veracruz                      |